# 若葉龍也
若葉龍也（日语：／ Wakaba Ryuya，1989年6月10日—）是日本的演員。本名、最上 龍也（もがみ りゅうや）。
東京都練馬区出身，作為「矮子玉」三兄弟而出名。5人兄妹的三男。堀越高等学校畢業。2022年1月，移籍至新成立的經紀公司「nora」。

## 出演

### 電視劇
- 德川慶喜（1998年1月4日 - 12月13日、NHK）- 飾 七郎麿
- 菊次郎とさき（2003年7月 - 9月、朝日電視台） - 飾 北野大
- 恋する日曜日セカンドステージ 君が僕を知っている（2005年4月 - 10月、BS-i） - 飾 横森直（主演）
- 改造野豬妹（2005年10月 - 12月、日本電視台） - 飾 植木誠
- 公關技院（2006年3月28日、日本電視台） - 飾 須崎三四郎
- 我的老大，我的英雄（2006年7月 - 9月、日本電視台） - 飾 星野陸生
- 死神的歌謠（2006年7月 - 9月、每日放送） - 飾 小暮君明
- しにがみのバラッド。 第4話（2007年1月29日、東京電視台） - 飾 浅野水月
- 介助犬ムサシ〜学校へ行こう!〜（2007年4月20日、富士電視台） - 飾 森岡新一
- 生徒諸君!（日语：生徒諸君!教師編）（2007年4月20日、朝日放送/朝日電視台） - 飾 白井直輝
- 探偵学園Q 第4話、第5話（2007年7月、日本電視台） - 飾 佐久間響
- 老師真偉大！（日语：先生はエライっ!）（2008年、日本電視台） - 飾 佐伯純
- 極道鮮師Ⅲ（2008年、日本電視台） - 吉飾 吉田龍也
- 紅綫（2008年12月、富士電視台） - 飾 安田愁
- 警官の血（2009年2月7日・8日、朝日電視台）- 飾 ミドリ
- 極道鮮師Ⅲ 畢業特別篇（2009年3月28日、日本電視台） - 飾 吉田龍也
- 少年刑警（2009年5月9日、富士電視台） - 飾 藍川正雄
- 草食系高校武士 第1話、第2話（2009年10月17日、24日、日本電視台） - 飾 黒田礼二 役
- Untouchable（2009年10月23日、朝日放送/朝日電視台） - 飾 吉行周作
- 臨月の娘（2010年3月6日、朝日電視台） - 飾 高木キヨシ
- 絕對零度 Case.10（2010年6月15日、富士電視台） - 飾 広田拓真
- 月曜ゴールデン 警視庁再犯防止課 真崎英嗣（2011年8月1日、TBS） - 飾 本城巧
- カレ、夫、男友達（2011年11月 - 12月、NHK） - 相飾 川光夫
- 推理要在晚餐後 第4話（2011年11月8日、富士電視台） - 飾 澤村佑介
- 欺詐偶像（2012年1月13日、東京電視台） - 飾 梨本佑司
- 水曜ミステリー9 落としの鬼 刑事 澤千夏～半落ちの女～（2012年2月1日、東京電視台） - 飾 芦川龍介
- 黑色醜聞（2018年10月4日、YTV） - 飾 水谷快人
- 鐵證懸案 2 - 真實之門 最終話-真犯人（2018年11月3日、WOWOW） - 飾 羅密歐Romeo
- 令和版 怪談牡丹燈籠 （2019年10月6日、NHK BS Premium）- 飾 黑川孝藏
- 有村架純的攝休（日语：有村架純の撮休） （2020年3月20日、WOWOW）- 飾 田中（第2集）
- 小女侍 （2020年11月30日、NHK）- 飾 小暮真治
- 群青領域（日语：群青領域）（2021年10月15日、NHK）- 飾 小木曾蓮
- WOWOW原創劇集 にんげんこわい （2022年2月27日・3月6日、WOWOW）- 飾 半七 （第4集）
- 星新一の不思議な不思議な短編ドラマ（日语：星新一の不思議な不思議な短編ドラマ） 『ずれ』（2022年7月12日、NHK BS4K）- 主演
- Unmet 某腦外科醫的日記（2024年4月15日 - 6月24日、關西電視台・富士電視台）- 飾 三瓶友治

### 電影
- 4TEEN（2004年、WOWOW） - 飾 ジュン
- HINOKIO（2005年）
- 恋する日曜日（2006年） - 飾 横森直
- Mayu -ココロの星-（2007年9月公開） - 飾 竹中太一
- ブラブラバンバン（2008年3月公開） - 飾 小島裕也
- 紅綫（2008年12月公開） -  飾 安田愁
- 恋極星（2009年3月公開） -  飾 柏木大輝
- 極道鮮師（2009年7月公開） - 飾 吉田龍也
- 雷桜（2010年10月公開） - 飾 榊原秀之助
- GANTZ（2011年1月公開） - 飾 高橋光輝
- GANTZ：PERFECT ANSWER（2011年4月公開） - 飾 高橋光輝
- DOG×POLICE 純白の絆（2011年10月1日公開） - 飾 久坂亨
- 源氏物語千年之謎（2011年12月10日公開） - 飾 藤原惟光
- 前科者（2022年1月28日） - 飾 實
- 尋求神的回報（日语：神は見返りを求める）（2022年6月24日） - 飾 梅川葉
- 全都是我的錯（日语：ぜんぶ、ボクのせい）（2022年8月11日、ビターズ・エンド）- 飾 山崎重之
- 在窗邊（日语：窓辺にて）（2022年11月4日、東京劇場） - 飾 有坂正嗣
- 我是千尋（日语：ちひろさん）（2023年2月23日、Netflix） - 飾 谷口

## 兄弟
- 兄・若葉紫
- 兄・若葉市之丞
- 弟・若葉克實（日语：若葉克実）
- 妹・若葉美花子

## 外部連結
- Ryuya.Net 官方網站 （页面存档备份，存于）
- 新生若葉五兄弟 オフィシャル・サイト
- 若葉龍也官方Blog「4拍子のワルツ」 （页面存档备份，存于）